# Білоруський державний університет культури і мистецтв
Білоруський державний університет культури і мистецтв — вищий навчальний заклад у місті Мінськ, Білорусь.

## Історія
Білоруський державний університет культури і мистецтв почав свою діяльність у 1975 році як Мінський інститут культури. Спочатку в інституті було тільки два факультети: бібліотечний, створений ще в 1944 році на базі Мінського педагогічного інституту, і факультет соціокультурної діяльності. У перші роки своєї діяльності інститут розвивався інтенсивно: були побудовані гуртожитки, а в 1986 році був створений третій факультет — самодіяльного музичного та хореографічного мистецтва. У 1989 році у вищі відкрилася аспірантура.
У 1992 році була прийнята Програма реорганізації інституту в університетський заклад вищої освіти європейського типу. З 1 вересня 1992 року ВНЗ вже називався Білоруських університет культури. Глибока реорганізація дозволила розпочати підготовку фахівців за великою кількістю нових спеціалізацій.
У цей час відбувається друга хвиля інтенсивного розвитку університету: підписуються міжуніверситетські угоди про співпрацю, створюються нові спеціальності та факультети, магістратура, відкривається філія в місті Мозир. У 1996 році університет успішно проходить міжнародну акредитацію. На підставі результатів акредитації з 26 листопада 1996 року університет отримав статус провідного навчального закладу культурного профілю в Білорусі.
У 1999 і 2000 роках ВНЗ отримав власну художню галерею, другий корпус, а також Молодіжний театр естради. В цей час були створені Студентський естрадно-симфонічний оркестр і науково-творча лабораторія традиційних ремесел білорусів.
У 2003 році в університеті відбулася ще одна реорганізація, з'явилися нові кафедри і факультети, деякі з них поміняли назви з урахуванням перспектив розвитку сучасної соціально-культурної практики в країні. З 8 жовтня 2004 року Білоруський університет культури називається Білоруським державним університетом культури і мистецтв.